# Promenthoux
Promenthoux est une localité de la commune vaudoise de Prangins, en Suisse

## Histoire
Situé au bord du delta de la Promenthouse lors de sa confluence avec le lac Léman, le site est occupé depuis le Néolithique par une station lacustre.
Au XIIIe siècle, le hameau donne son nom à une famille noble de la région. Réunie à la commune de Prangins en 1486, il comprend quelques fermes et plusieurs résidences au bord du lac, dont en particulier la villa les Bleuets inscrite comme biens culturels suisse d'importance nationale, alors que la région est répertoriée dans le plan directeur cantonal des rives vaudoises du lac Léman comme « ensemble paysager de grande valeur ». 
Promenthoux est aussi le lieu de départ de la Glorieuse Rentrée des réfugiés vaudois du Piémont le 16 août 1689.

## Source
- Germain Hausmann, « Promenthoux » dans le Dictionnaire historique de la Suisse en ligne, version du 25 mars 2009.